# Sakia
Eine Sakia (arabisch ساقية, DMG sāqiya) auch Sakije, ist ein von Zugtieren angetriebenes Schöpfwerk, mit dem Wasser aus einem Kanal, Fluss oder Brunnenschacht zu einer höher gelegenen Bewässerungsrinne gehoben wird. Es wurde hauptsächlich zur Bewässerung von Feldern eingesetzt bzw. wird im Indischen Subkontinent in modernisierter Form immer noch eingesetzt.

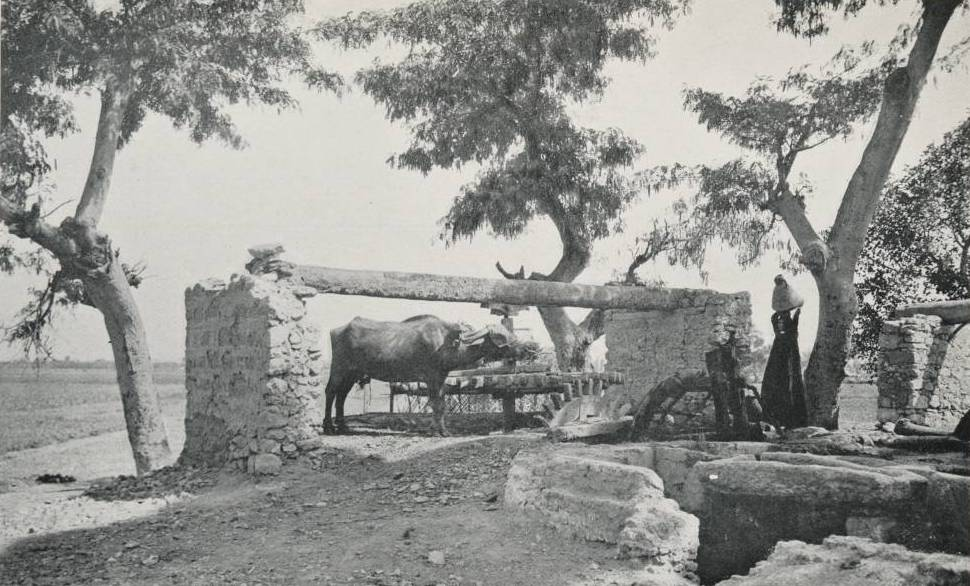
Saqiya in Ägypten (um 1906)

## Bezeichnung
Die Unterscheidung zwischen Sakia für ein von Tieren angetriebenes Schöpfwerk und Noria für ein Wasserschöpfrad ist in zahlreiche westliche Sprachen eingegangen. Auf der Iberischen Halbinsel wird jedoch mit noria de sangre („Schöpfrad des Blutes“) eine von Tieren angetriebene Schöpfvorrichtung bezeichnet.

## Funktion
Eine Sakia besteht aus einer senkrechten, auf einer Kreisfläche stehenden hölzernen Welle, deren Kopf in einem auf seitlichen Stützmauern befestigten Querbalken gelagert ist. Dieser muss so hoch sein, dass das Zugtier unter ihm hindurch gehen kann. Die Welle wird durch das Zugtier (Ochse, Wasserbüffel, Maultier, Kamel etc.), das an einer in der Welle steckenden langen Stange angeschirrt ist, gedreht. Das Tier läuft dabei im Kreis um die Welle. In geeigneter Höhe über dem Boden ist an der Welle ein Zahnrad angebracht, ursprünglich eine hölzerne Scheibe mit kräftigen Pflöcken an ihrem Rand, das in das Zahnrad einer waagerechten, im Boden eingebauten Welle eingreift, über die das Zugtier hinweggehen kann. Eine Sperrklinke verhindert den Rücklauf. Am anderen Ende dieser zweiten Welle sitzt das die eigentliche Arbeit verrichtende Rad, das die Sakia in zwei Typen unterscheidet.

### Sakia mit unmittelbar am Schöpfrad angebrachten Gefäßen

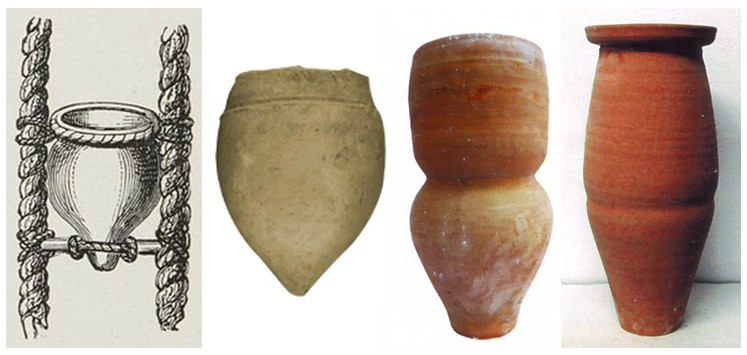
Antike und mittelalterliche Keramikfunde

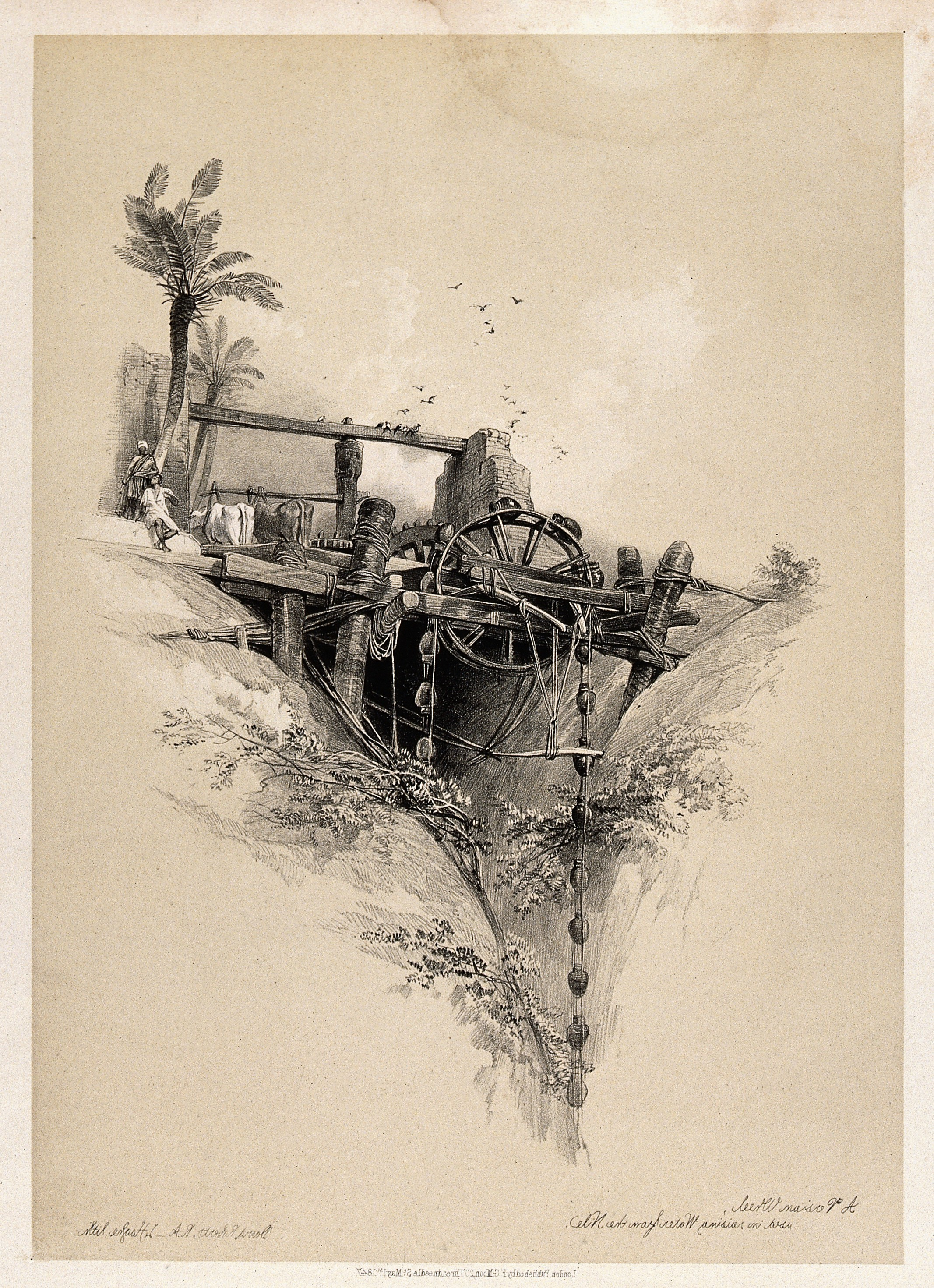
Sakia mit Eimerkette am Nil, 1847

Bei diesem Typ sind die Schöpfgefäße unmittelbar am Rand des Rades befestigt. Die Gefäße tauchen in das Wasser ein und schütten es oberhalb der Achse des Rades in eine Ablaufrinne. Die Leistung dieses Typs ist zum einen durch die geringe Umdrehungszahl und zum anderen durch den zwei bis höchstens fünf Meter betragenden Durchmesser des Schöpfrades begrenzt. Daher kann das Wasser nur wenig über den allgemeinen Wasserstand gehoben werden.
Da diese Art von Sakia unmittelbar am Wasser stehen muss, kommt als Standort nur ein Gewässer oder ein Grundwasser mit weitgehend gleichbleibendem und ausreichend hohem Wasserspiegel in Frage. Ein nur unwesentliches Absinken des Wasserspiegels lässt sie leer laufen. Eine größere Flut würde wohl schwere Schäden an der Holzkonstruktion verursachen.

### Sakia mit umlaufender Gefäßkette
Dieser Typ, der im Englischen und Französischen auch als „Persisches Rad“ (Persian wheel bzw. Roue persane) bezeichnet wird, hat eine Reihe von Schöpfgefäßen, die in gleichmäßigen Abständen zwischen zwei umlaufenden Seilen befestigt sind, die von dem Rad bis unter den Wasserspiegel des Brunnens oder des sonstigen tiefer liegenden Wassers reichen (Kettenpumpe). Die aus Keramik bestehenden Gefäße tauchen am Tiefpunkt der Seil-Kette durch ihr eigenes Gewicht in das Wasser ein und werden dann von der Kette zum Arbeitsrad hochgezogen. Die geförderte Wassermenge ist von der Umdrehungsgeschwindigkeit des Arbeitsrades abhängig und deshalb etwa gleich hoch wie bei dem anderen Typ, aber der Höhenunterschied der Förderung ist deutlich größer. Wasser kann so aus 10 bis 20 m Tiefe gefördert werden. Da mit zunehmendem Höhenunterschied die Zahl und mit ihr das Gewicht der zu fördernden, frei an den Seilen hängenden, gefüllten Gefäße steigt, werden bei diesem Typ auch zwei Zugtiere eingesetzt. Bei größeren Höhenunterschieden würde das Gewicht der an den Seilen hängenden gefüllten Gefäße zu groß für die Konstruktion und die Zugtiere.
Dieser Typ benötigt einen Standort über ruhigem Wasser, das den Umlauf der Gefäße nicht stört. Bei einem Absinken des Wasserspiegels würde dieser Typ ebenfalls leer laufen. Höheres Wasser würde einen größeren Arbeitsaufwand erfordern, um die Gefäße auf dem nun längeren Weg durch das Wasser zu ziehen. Man konnte allerdings die Länge der Seilkette durch entsprechende Verknotungen verkürzen.

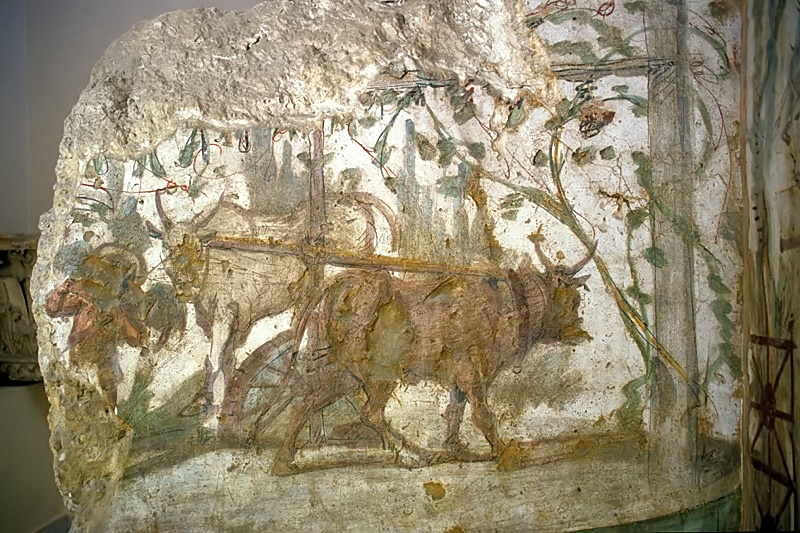
Gemälde aus einem Grab in der Wardian-Nekropole (Alexandria), das eine Sakia zeigt, die von zwei Ochsen angetrieben wird.

## Geschichte
Es ist nicht mehr feststellbar, wann und wo die Sakia erfunden oder erstmals eingesetzt wurde.
Ananda Kentish Coomaraswamy leitet aus dem Panchatantra ab, dass die Sakia in der Form des Persischen Rades schon im 3. Jahrhundert vor unserer Zeitrechnung in Indien benutzt wurde.
Die erste bildliche Darstellung findet sich in einem Wandbild aus einem Grab in Alexandria aus dem 2. Jahrhundert v. Chr., in dem die Sakia von zwei Ochsen gezogen wird. Philon von Byzanz (3. bis 2. Jahrhundert v. Chr.) betonte bei der Beschreibung eines von ihm erfundenen Wasserhebegrätes, dass es wesentlich besser sei als die auf Tierkraft basierenden Methoden. Aus beiden Fällen ergibt sich, dass die Sakia zu dieser Zeit schon länger im Gebrauch gewesen sein muss.

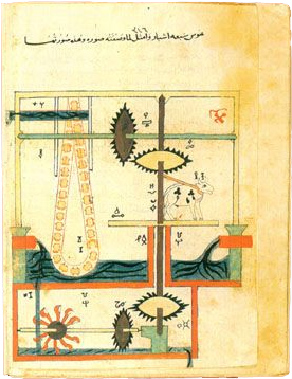
Sakia von al-Dschazarī, 13. Jh.

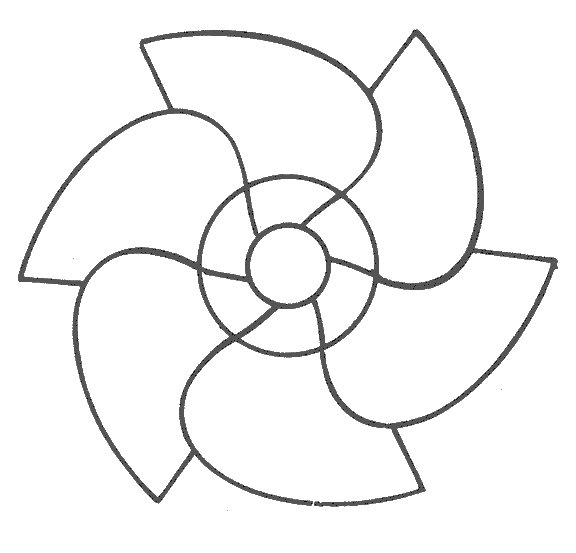
Schema einer modernen Sakia

Die Sakia wurde über die Jahrhunderte weiterentwickelt. Der islamische Ingenieur, Erfinder und Autor al-Dschazarī stellte in seinen Schriften eine sehr komplexe Installation dar.
Bei der Ägyptischen Expedition Napoléon Bonapartes (1798–1801) zeichneten die ihn begleitenden Wissenschaftler u. a. eine Sakia, die anstelle des Rades mit Schöpfgefäßen ein Rad mit einem hohlen Rand mit rechteckigem Querschnitt hatte, der in eine Reihe gleicher Abschnitte mit jeweils einem Loch unterteilt war, was offensichtlich zu einer deutlichen Steigerung der Fördermenge führte.
Während der muslimischen Herrschaft über die Iberische Halbinsel wurde dort auch die Sakia eingeführt, wo sie – inzwischen als Stahlkonstruktion – noch in der jüngsten Vergangenheit eingesetzt wurde.
Seit dem ausgehenden 13. Jahrhundert wurde die Technik der Sakia in Mitteleuropa insbesondere im Bergbau unter dem Begriff Göpel eingesetzt.
Vor allem für den Gebrauch auf dem indischen Subkontinent wurde vor einigen Jahrzehnten eine Sakia aus galvanisiertem Blech entwickelt, die nach wie vor von Zugtieren angetrieben wird, aber leichter zu betreiben ist, da sie das geschöpfte Wasser nicht bis zum obersten Rand des Schöpfrades heben muss, sondern bereits knapp oberhalb der Achse auslaufen lässt.